# Sphyrnidae
Los esfírnidos (Sphyrnidae) son una familia de elasmobranquios del orden Carcharhiniformes conocidos como tiburones martillo, peces martillo o cornudas. Tienen la cabeza prolongada hacia los lados con los ojos en cada extremo. La mayoría de las especies de tiburones martillo se colocan en el género Sphyrna, mientras que la cornuda planeadora se ubica en su propio género, Eusphyra. Se han postulado muchas funciones diferentes, pero no necesariamente mutuamente excluyentes, para el cefalofolio, incluida la recepción sensorial, las maniobras y la manipulación de presas. El cefalofolio le da al tiburón visión binocular superior y percepción de profundidad.
Los tiburones martillo viven principalmente en zonas costeras tropicales y subtropicales de todo el mundo a lo largo de las costas y plataformas continentales. Generalmente son animales solitarios, pero a diferencia de la mayoría de los tiburones algunas especies de tiburones martillo suelen nadar en cardúmenes durante el día, convirtiéndose en cazadores solitarios por la noche.
Como cazadores, se alimentan de una variedad de invertebrados así como de peces óseos y cartilaginosos. Los individuos más grandes también se alimentan de otros tiburones, incluidos miembros más pequeños de su propia especie (canibalismo). Los órganos sensoriales situados en el cefalofoide detectan sobre todo las presas terrestres, como varias rayas. Todos los tiburones martillo son vivíparos y desarrollan una placenta para que la madre cuide a las crías. Las especies grandes están clasificadas como potencialmente peligrosas, pero los accidentes con tiburones martillo rara vez están documentados. Algunas especies se cazan comercialmente, principalmente por sus aletas, y la Unión Internacional para la Conservación de la Naturaleza (UICN) clasifica especies individuales como “vulnerables” o “en peligro” debido a la fuerte presión pesquera.

## Características

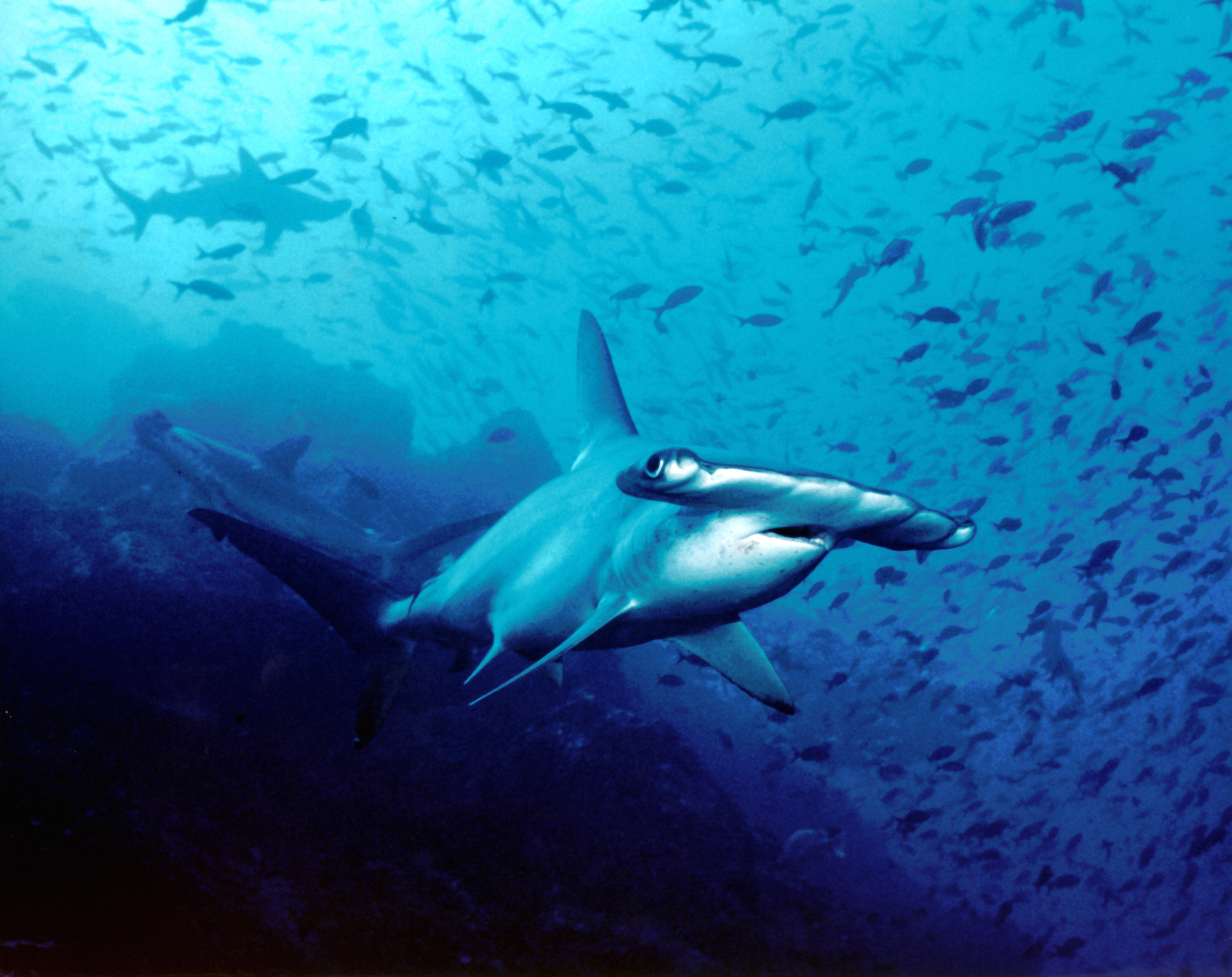
Tiburón martillo nadando en aguas de la isla del Coco, Costa Rica.

Los tiburones martillo tienen un cuerpo fluidodinámico. El representante más largo conocido es el Gran tiburón martillo (Sphyrna mokarran) con una longitud total máxima de 5,50 a 6,10 metros y peso de casi media tonelada, mientras que el tiburón martillo corona, la especie más pequeña, sólo alcanza un máximo de 92 centímetros. 
La coloración de la especie suele ser pardusca a gris claro y tienen un tono verdoso, el vientre es de color blanco, que les permite estar cerca del fondo del océano y se mezclan cuando se acercan sigilosamente a sus presas;en el tiburón martillo solo se observa un patrón en forma de manchas irregulares y en algunas especies en forma de puntas o bordes oscuros de las aletas. Una característica especial es la coloración entre amarillo dorado y naranja del tiburón martillo de ojo pequeño, que probablemente se deba a su dieta principal; en los juveniles esta consiste en camarones ricos en carotenoides] camarones y, en los tiburones maduros, pescado y huevas de pescado, que también contienen estos pigmentos.

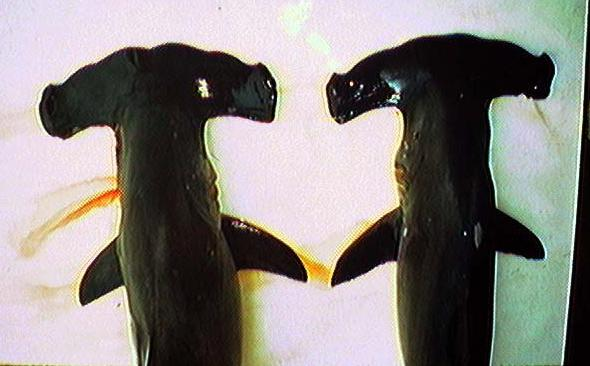
El cefalofoil del tiburón martillo festoneado (izquierda) y el tiburón martillo liso (derecha) en comparación.

Llama especialmente la atención el fuerte ensanchamiento de la cabeza directamente delante de las branquias (prebranquial); también está fuertemente aplanada en algunas especies. La forma resultante de la cabeza es el rasgo distintivo más importante de la especie debido a su desarrollo típico en una cabeza ensanchada hasta tener forma de martillo (cefalofolio).  En las especies del género Sphyrna la cabeza ocupa entre el 17 y el 33 por ciento de la longitud total; en el tiburón martillo alado (Eusphyra blochii) incluso entre el 40% y el 50%. 
Los ojos están situados lateralmente en el extremo del cefalofoil, son redondos o casi redondos y tienen una membrana nictitante interna. El posicionamiento de los ojos, montados en los lados del martillo distintivo, pueden dar la visión binocular, así como una visión de 360 grados en el plano vertical, lo que significa que pueden ver arriba y debajo de ellos en todo momento. La forma de la cabeza puede ayudar a que el tiburón encuentre comida y permite un movimiento de giro brusco sin perder la estabilidad.
Los orificios nasales tienen aletas lobuladas y cortas; la distancia entre los orificios nasales en el borde delantero del cefalofoil corresponde a entre 7 y 14 veces el diámetro del orificio nasal; una excepción es el tiburón martillo alado con sus orificios nasales muy agrandados, donde la distancia es de solo 1,1 a 1,3 veces el diámetro del orificio nasal. La boca se encuentra debajo del cefalofoil y suele tener forma parabólica. Los surcos labialess están vagamente desarrollados o completamente ausentes. Los dientes de las mandíbulas superior e inferior de los tiburones martillo difieren muy poco entre sí: son comparativamente de pequeños a moderadamente grandes, tienen una forma más o menos afilada y presentan una punta central estrecha sin puntas secundarias; se pueden formar o no crestas y surcos basales. En la mandíbula superior hay de 25 a 37 dientes en una mitad de la mandíbula y de 24 a 37 dientes en la mandíbula inferior, detrás de la cual se disponen otras filas de dientes. Los tiburones martillo tienen cinco hendiduras branquiales; el espiráculo está reducido en todas las especies. La primera aleta dorsal comienza aproximadamente en el medio entre las aletas pectorales y ventrales; en algunas especies también más cerca del extremo de las aletas pectorales; el centro de la aleta dorsal está siempre delante de la base de las aletas ventrales. Es de moderadamente a muy grande y en forma de hoz la segunda aleta dorsal, y la aleta anal son significativamente más pequeñas. Hay fosas delante de la base de la aleta caudal. Es asimétrica, con un lóbulo superior grande y un lóbulo inferior significativamente más pequeño pero también muy desarrollado. El lóbulo caudal superior es siempre significativamente más grande que la primera aleta dorsal.
Además de estas características externas hay algunas características del esqueleto de la cabeza y de la columna vertebral que son típicas de los tiburones martillo. Por ejemplo, el neurocráneo no tiene crestas supraorbitarias primarias; en su lugar, las prolongaciones de los huesos pre y postorbitarios se fusionan para formar crestas supraorbitarias secundarias que son únicas entre los tiburones. Los centros de los cuerpos vertebrales forman fuertes calcificaciones en forma de cuña que se extienden por las vértebras.
Los tiburones martillo tienen siete sentidos. Uno de ellos, que no poseen los seres humanos, es el de detectar ondas de frecuencia provocadas por movimientos de peces y zambullidas a grandes distancias del mar. Otro sentido es el de detectar los campos eléctricos generados por los peces y así poder encontrar presas enterradas en la arena o a grandes distancias. Además, su olfato es capaz de detectar una gota de sangre a grandes distancias.
Pueden formar grupos de más de cien tiburones martillo. Por la noche, al igual que otros tiburones, se convierten en cazadores solitarios. Dado que los tiburones no tienen huesos mineralizados y rara vez se fosilizan, solo los dientes se encuentran normalmente como fósiles.
Los tiburones martillo son marinos y costeros, ocasionalmente en aguas salobres. Viven en todos los Océanos pero especialmente en los cálidos. Tienen la cabeza muy expandida lateralmente con los ojos y los orificios nasales mucho más separados que en los demás tiburones; esta estructura cefálica probablemente sirva para aumentar sus capacidades sensoriales.

## Alimentación
Se alimentan de una amplia variedad de peces óseos, elasmobranquios, cefalópodos, crustáceos, etc. Los jóvenes nacen totalmente desarrollados. son conocidos por comer una gran variedad de animales, entre ellos peces, calamares, pulpos, crustáceos y otras especies de tiburones martillo. Las rayas son uno de los favoritos. Estos tiburones se encuentran muchas veces nadando a lo largo del fondo del océano, acechando su presa. Su cabeza única se utiliza como una arma para cazar a sus presas. Hay una especie de tiburón martillo que es más agresivo y de grandes dimensiones (el tiburón martillo gigante). Estos tiburones tienden a ser más agresivos y comen calamares, pulpos y otras especies de tiburones martillo. También se sabe que comen sus propias crías.

## Reproducción

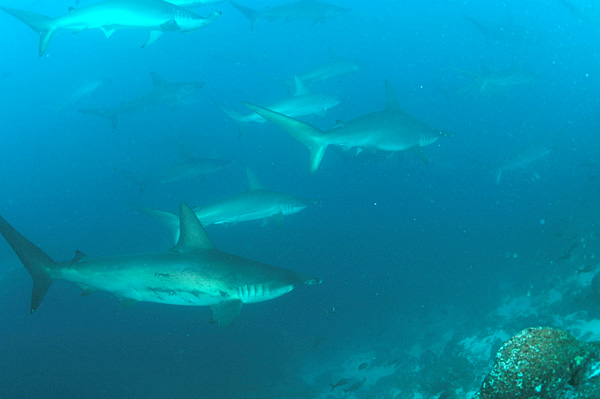
Grupo de tiburones martillo en las aguas de las islas Galápagos.

Los tiburones martillo solo se reproducen una vez al año y en general se produce cuando el tiburón macho muerde a la hembra con violencia hasta que ella se compromete a aparearse con él. Los tiburones martillo muestran un modo de reproducción vivípara y las hembras dan a luz a crías vivas. Al igual que otros tiburones, la fecundación es interna y el esperma masculino debe transferirse a la hembra a través de uno de los dos órganos copuladores. Los embriones en desarrollo son al principio sostenidos por un saco vitelino. Cuando el suministro de yema de huevo se agota, el empobrecido saco vitelino se transforma en una estructura similar a una placenta de mamíferos (llamado "saco vitelino placenta" o "pseudoplacenta"), a través del cual la madre proporciona el sostenimiento hasta el nacimiento. Una vez que los tiburones bebés nacen, no son atendidos por los padres. En general hay una camada de 12 a 15 crías, a excepción del tiburón martillo gigante, que tiene de 20 a 40 crías. Estos tiburones se apiñan juntos y nadan hacia aguas más cálidas y permanecen juntos hasta que son grandes.

## Distribución

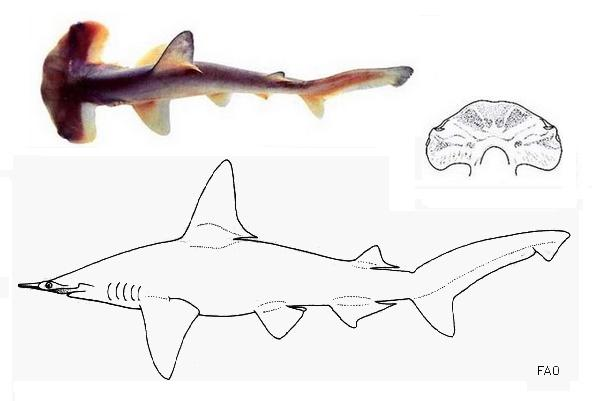
El tiburón martillo de ojos pequeños se encuentra frente a la costa atlántica occidental y vive principalmente en zonas de aguas poco profundas fangosas y turbias.

Los tiburones martillo se encuentran en todo el mundo, especialmente en las zonas costeras tropicales y subtropicales de los océanos. Algunas especies se dan en zonas muy extensas, por ejemplo, el tiburón martillo gigante y el tiburón martillo festoneado se encuentran en todo el mundo en zonas de clima más cálido, mientras que el tiburón martillo liso también puede encontrarse en zonas templadas e incluso migra a zonas más frías cercanas a los polos en verano. Las especies más pequeñas están todas restringidas a áreas de distribución más pequeñas; por ejemplo, el tiburón martillo alado se encuentra en el Mar Rojo y en las costas asiáticas del Océano Índico hasta el norte de Australia, el tiburón martillo común sólo en las costas atlánticas de Europa y el noroeste de África y el tiburón martillo cabeza de pala sólo en las costas tropicales de América del Norte y del Sur. El tiburón martillo corona tiene el área de distribución más pequeña y se encuentra en la costa del Pacífico de América, desde el Golfo de California hasta Perú.
Los tiburones martillo viven principalmente en zonas costeras, en la plataforma continental y alrededor de archipiélagos, y sólo muy raramente se encuentran en regiones con mayores profundidades de agua. Las mayores profundidades marinas las alcanza el tiburón martillo festoneado, que también puede encontrarse a profundidades de más de 270 metros, mientras que entre los demás grandes tiburones martillo, el tiburón martillo gigante rara vez vive por debajo de los 80 metros y el tiburón martillo liso, por ser un marcado habitante de la superficie, no suele vivir por debajo de los 20 metros de profundidad marina. Las especies más pequeñas y los juveniles de las especies más grandes viven casi exclusivamente en aguas poco profundas, por lo que el tiburón martillo de ojos pequeños, en particular, se ha adaptado a bahías y estuarios turbios y fangosos mediante la regresión de sus ojos.

## Relación con el ser humano

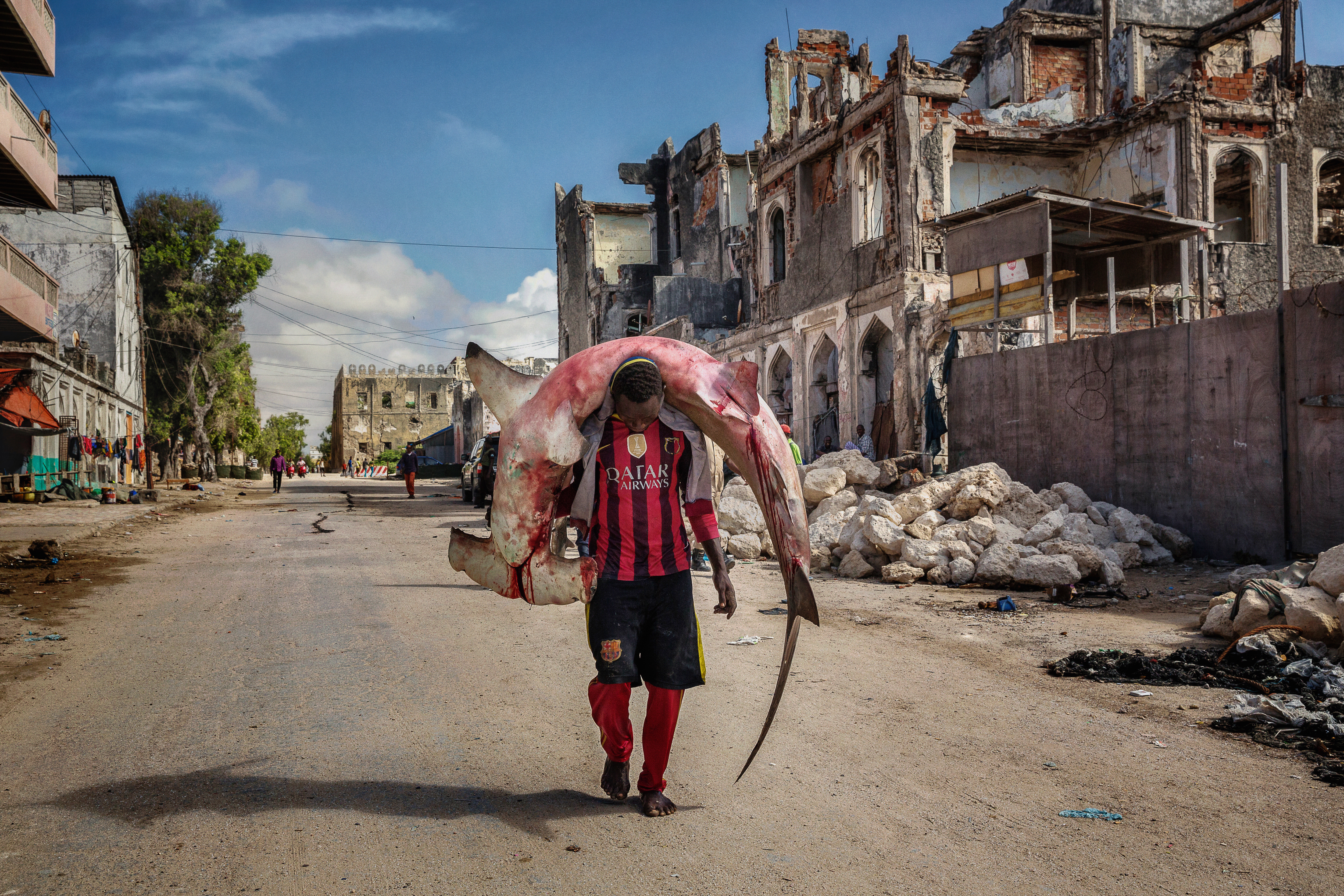
Un hombre lleva un enorme tiburón martillo por las calles de Mogadiscio.

En general no suelen atacar al ser humano, prefieren presas más pequeñas, y los buzos pueden nadar tranquilamente para observarlos sin llegar a perseguirlos. Pueden ser peligrosos si hay animales heridos en el agua ya que su olfato está muy desarrollado. Las especies más agresivas son el tiburón martillo gigante (Sphyrna mokarran) y el liso (Sphyrna zygaena).
Por otro lado, muchas especies están en peligro de extinción porque el ser humano los caza y pesca por sus aletas para hacer la famosa "sopa de aleta de tiburón", considerada afrodisíaca.
En Costa Rica, Colombia y Ecuador, se han iniciado campañas para conservar las especies y se ha garantizado buceo con estos animales.

### Utilización y capturas
Los tiburones martillo, especialmente las especies de mayor tamaño, se pescan tanto comercialmente como en pesca deportiva. Pueden capturarse tanto en aguas costeras como en alta mar, con palangres, redes de fondo y redes de arrastre. Como ocurre con otros tiburones de gran tamaño, las aletas grandes son especialmente codiciadas en Asia como base de la conocida sopa de aleta de tiburón; el torso, que suele seguir vivo, se devuelve muy a menudo al mar una vez cercenadas las aletas, donde muere. Sin embargo, la carne de los animales y especialmente la piel también se utilizan con regularidad, el aceite de hígado se emplea para obtener vitaminas y los restos se utilizan para la producción de harina de pescado.
Además, incluso en regiones donde los tiburones martillo no son cazados propiamente dichos, se producen regularmente elevadas capturas accidentales, ya que los animales suelen estar asociados a especies muy buscadas comercialmente y muy pescadas cerca de la costa. Sin embargo, debido a la gran imprecisión de los datos sobre la pesca en aguas profundas, no se dispone de cifras concretas de capturas ni de información sobre el tamaño de las poblaciones y los cambios en las distintas especies. Los tiburones martillo también son capturados regularmente en las redes para tiburones que se colocan para proteger las playas, especialmente frente a las costas de Australia y Sudáfrica.

## Taxonomía
Los esfírnidos incluyen dos géneros y nueve especies:
- Eusphyra
  - Eusphyra blochii - cornuda planeadora
- Sphyrna
  - Sphyrna corona - tiburón martillo coronado
  - Sphyrna couardi - tiburón martillo aliblanca
  - Sphyrna lewini - tiburón martillo común
  - Sphyrna media - tiburón martillo cuchara
  - Sphyrna mokarran - tiburón martillo gigante
  - Sphyrna tiburo - Tiburón sombrero
  - Sphyrna tudes - tiburón martillo ojichico
  - Sphyrna zygaena - tiburón martillo cruz